# Edifício União
O Edifício União é um edifício histórico situado no centro da cidade de Porto Alegre, no Brasil.

## História
A construção do edifício foi concebida em 1940, enquanto a elaboração do seu projeto pelo arquiteto Arnaldo Gladosch ocorreu três anos depois. O edifício foi concluído em 1952.
O edifício foi reaberto em 2012 após a realização de obras de reforma que custaram 12 milhões de reais.

## Descrição
O edifício está localizado ao longo da Avenida Borges de Medeiros, no centro de Porto Alegre.